# 고라쿠엔역
고라쿠엔역(일본어: 後楽園駅、こうらくえんえき)
(영어: Korakuen Station)은 도쿄도 분쿄구에 있는 철도역이다. 또한 이 역은 도영 지하철 미타 선과 오에도 선이 만나는 가스가역과도 환승이 가능하다. 역 번호는 마루노우치 선이 M 22, 난보쿠 선이 N 11이다.

## 역 구조
마루노우치 선은 지상 2층에 상대식 승강장 2면 2선을 가진 고가역으로 역 건물 "메트로・M고라쿠엔"속을 관통하도록 선로와 승강장이 설치되어 있으며, 2번(이케부쿠로 방면)승강장에는 혼고 3초메 방향에 역 빌딩과 연결되는 개찰구가 있다.
묘가다니 측에 유치선이 2개 존재하고 이케부쿠로 방면 선로와 연결되어 있다. 현행 다이아에서는 새벽 당역발 이케부쿠로 행 및 아침 러시아워 후 신주쿠발 당역 종착 열차(토요일, 공휴일은 신주쿠 종착 열차의 반환점이 되는 회송)이 설정되어 유치선을 드나들고 있다.
난보쿠 선은 지하 6층에 섬식 승강장 1면 2선을 가진 지하역이다. 승강장의 깊이는 지하 37.5m로, 도쿄 메트로의 역에서는 지요다 선 곳카이기지도마에 역(지하 37.9m)에 이어 깊다. 난보쿠 선 철로는 당역 바로 남쪽에서 도쿄 돔의 지하를 통과한다.
두 노선 모두 스크림도어가 설치되어 있다.
마루노우치 선 역과 미타 선의 가스가 역은 다소 거리가 있기 때문에 원래 다른 역으로 취급되었지만, 난보쿠 선 개통 후 오에도 선 개통에 의해, 마루노우치 선에서 미타 선까지 연결 통로로 연결됨에 따라 환승역이 되었다. 다만, 마루노우치 선 승강장과 미타 선 승강장은 약 450m 정도 떨어져 있어서 당역과 가스가 역 사이에는 연결 개찰구(도쿄 도 교통국 오에도 선 가스가역 관리)가 설치되어 있으며, 마루노우치 선 승강장에서의 환승 안내에 "가스가 접속" 표시가 있고 2013년 3월 16일부터 이 연결 개찰구를 경유하여 가스가 역의 역 구내를 통과할 수 있는 역 구내 통과 서비스가 도입되었다.

### 승강장
| 1 | 마루노우치 선 | 도쿄・긴자・신주쿠・오기쿠보・나카노후지미초 방면                   |
| 2 | 마루노우치 선 | 묘가다니・신오쓰카・이케부쿠로 방면                                 |
| 3 | 난보쿠 선     | 고마고메・오지・아카바네이와부치・우라와미소노 방면                 |
| 4 | 난보쿠 선     | 나가타초・시로카네타카나와・메구로・히요시ㆍ 에비나ㆍ 쇼난다이 방면 |

## 역 주변
- 고이시카와 고라쿠엔
- 도쿄 돔
- 분쿄 시빅 센터
  - 분쿄구청
  - 분쿄 시빅 홀
  - 분쿄 가스가 우체국
- 주오 대학 고라쿠엔 캠퍼스 (이공학부)
- 주오 대학 고등학교
- 고이시카와 대신궁
- 고이시카와 세무서
- 도미자카 경찰서

## 역사
- 1954년 1월 20일: 제도고속도교통영단 마루노우치 선 고라쿠엔역 영업 개시.
- 1972년 6월 30일: 미타 선 가스가역이 영업 개시, 환승역이 됨.
- 1994년 4월 15일: "메트로・M고라쿠엔" 개업으로 도영 지하철의 최초의 역 건물이 됨, 정기권 발매기를 도입함.
- 1996년 3월 26일: 난보쿠 선 영업 개시.
- 1999년
  - 5월 3일: 여성 역 직원이 심야 근무 시작.[3]
  - 9월: 간토의 역 백선에 선정됨.[4]
- 2000년 12월 12일: 오에도 선 가스가 역 영업 개시.
- 2004년 4월 1일: 도영지하철 민영화.
- 2006년 7월 1일: "메트로・M고라쿠엔"의 관리 및 운영이 도쿄 지하철에서 메트로 프로파티즈로 이관됨.[5]
- 2007년 3월 14일: 마루노우치 선 스크린도어 가동 개시.
- 2013년 3월 16일: 당역 ~ 가스가 역간 역 구내 통과 서비스 도입.
- 2015년 3월 13일: 난보쿠 선 발차 멜로디 리뉴얼. "Take Me Out To The Ball Game"이 채용됨.[6]

## 인접역
| 도쿄 지하철 마루노우치 선     | 도쿄 지하철 마루노우치 선 | 도쿄 지하철 마루노우치 선             |
| ----------------------------- | ------------------------- | ------------------------------------- |
| M 21 혼고 3초메 오기쿠보 방면 | 마루노우치 선             | 묘가다니 M 23 이케부쿠로 방면         |
| 도쿄 지하철 난보쿠 선         |                           |                                       |
| N 10 이다바시 메구로 방면     | 난보쿠 선                 | 도다이마에 N 12 아카바네이와부치 방면 |